# میرآباد ارجمند
میرآباد ارجمند، روستایی در دهستان عزیزآباد بخش مرکزی شهرستان نرماشیر در استان کرمان ایران است.

## جمعیت
بر پایه سرشماری عمومی نفوس و مسکن در سال ۱۳۹۵، جمعیت این روستا برابر با ۷۸۹ نفر (۲۲۸ خانوار) بوده‌است.